# Forsterygion nigripenne
Forsterygion nigripenne är en fiskart som först beskrevs av Valenciennes, 1836.  Forsterygion nigripenne ingår i släktet Forsterygion och familjen Tripterygiidae. Inga underarter finns listade i Catalogue of Life.